# Neoceroplatus monostylus
Neoceroplatus monostylus är en tvåvingeart som beskrevs av Loïc Matile 1990. Neoceroplatus monostylus ingår i släktet Neoceroplatus och familjen platthornsmyggor.
Artens utbredningsområde är Peru. Inga underarter finns listade i Catalogue of Life.